# Aplonobia histricina
Aplonobia histricina är en spindeldjursart som först beskrevs av Berlese 1910.  Aplonobia histricina ingår i släktet Aplonobia och familjen Tetranychidae. Inga underarter finns listade i Catalogue of Life.